# Lo Nuestro 2003
 (juillet 2024).
La mise en forme du texte ne suit pas les recommandations de Wikipédia : il faut le « wikifier ».
Les points d'amélioration suivants sont les cas les plus fréquents. Le détail des points à revoir est peut-être précisé sur la page de discussion.
- Les titres sont pré-formatés par le logiciel. Ils ne sont ni en capitales, ni en gras.
- Le texte ne doit pas être écrit en capitales (les noms de famille non plus), ni en gras, ni en italique, ni en « petit »…
- Le gras n'est utilisé que pour surligner le titre de l'article dans l'introduction, une seule fois.
- L'italique est rarement utilisé : mots en langue étrangère, titres d'œuvres, noms de bateaux, etc.
- Les citations ne sont pas en italique mais en corps de texte normal. Elles sont entourées par des guillemets français : « et ».
- Les listes à puces sont à éviter, des paragraphes rédigés étant largement préférés. Les tableaux sont à réserver à la présentation de données structurées (résultats, etc.).
- Les appels de note de bas de page (petits chiffres en exposant, introduits par l'outil «  Source ») sont à placer entre la fin de phrase et le point final[comme ça].
- Les liens internes (vers d'autres articles de Wikipédia) sont à choisir avec parcimonie. Créez des liens vers des articles approfondissant le sujet. Les termes génériques sans rapport avec le sujet sont à éviter, ainsi que les répétitions de liens vers un même terme.
- Les liens externes sont à placer uniquement dans une section « Liens externes », à la fin de l'article. Ces liens sont à choisir avec parcimonie suivant les règles définies. Si un lien sert de source à l'article, son insertion dans le texte est à faire par les notes de bas de page.
- La présentation des références doit suivre les conventions bibliographiques. Il est recommandé d'utiliser les modèles {{Ouvrage}}, {{Chapitre}}, {{Article}}, {{Lien web}} et/ou {{Bibliographie}}. Le mode d'édition visuel peut mettre en forme automatiquement les références.
- Insérer une infobox (cadre d'informations à droite) n'est pas obligatoire pour parachever la mise en page.

Pour une aide détaillée, merci de consulter Aide:Wikification.
Si vous pensez que ces points ont été résolus, vous pouvez retirer ce bandeau et améliorer la mise en forme d'un autre article.
Vainqueurs du Prix Lo Nuestro 2003 : 

## Pop
- Album/Artiste (Album/Performer) : Sin Bandera, Sin Bandera
- Artiste masculin (Male Artist) : Juanes
- Artiste féminin (Female Artist) : Shakira
- Groupe ou duo (Group or Dúo) : Sin Bandera
- Révélation de l'année (Best New Artist of the Year) : Las Ketchup
- Chanson de l'année (Song of the Year, Performer) : A Dios Le Pido, Juanes; Quitame Ese Hombre, Pilar Montenegro

## Rock
- Album/Interprète (Album/Performer) : Revolución de Amor, Maná
- Interprète de l'année (Best Performer) Juanes

## Tropical
- Album/Interprète (Album/Performer) : La Negra Tiene Tumbao, Celia Cruz
- Artiste masculin (Male Artist) : Marc Anthony
- Artiste féminin (Female Artist) : Celia Cruz
- Groupe ou duo de l'année (Group or Duet) : Celso Piña y Su Ronda Bogota
- Révélation de l'année (Best New Artist) : Proyecto Nuevo
- Chanson de l'année/Interprète (Song/Performer) : La Vida Es Un Carnaval, Celia Cruz
- Meilleur Interprète Merengue de l'année (Best Merengue Performance) : Elvis Crespo
- Meilleure Interprète Salsa de l'année (Best Salsa Performance) : Celia Cruz
- Meilleur Interprète Traditionnel de l'année (Best Traditional Performance) : Celso Piña y Su Ronda Bogota

## Régional / Mexicain
- Album/Interprète (Album/Performer) : Perdóname Mi Amor, Conjunto Primavera
- Artiste masculin (Male Artist) : Joan Sebastian
- Artiste féminin (Female Artist) : Pilar Montenegro
- Groupe ou duo de l'année (Group or Duet) : Intocable
- Révélation de l'année (Best New Artist) : Germán Lizárraga y Su Banda Estrellas de Sinaloa
- Chanson de l'année/Interprète (Song of the Year/Performer) : Quítame A Ese Hombre, Pilar Montenegro
- Meilleur Interprète Tejana de l'année (Best Tejano Performance) : Intocable
- Meilleur Interprète Grupera de l'année (Best Grupera Performance) : Los Temerarios
- Meilleur Interprète Ranchera de l'année (Best Ranchera Performance) : Vicente Fernández
- Meilleur Interprète Banda de l'année (Best Banda Performance) : Banda El Recodo
- Meilleur Interprète Norteña de l'année (Best Norteño Performance) : Conjunto Primavera

## Urban
- Album de l'année/Interprète (Best Album/Performer) : Is Back, El General; Pura Gozadera, Proyecto Uno
- Interprète de l'année (Best Performance) : El General

## Prix du public Internet (People's Internet Choice Award)
- Pop : Thalía
- Rock : Shakira
- Tropical : Marc Anthony
- Régional : Vicente Fernández
- Urban : El General

## Vidéo-clip de l'année (Music Video Of The Year)
- Chanson/Interprète/Directeur (Song/Artist/Director) : A Dios Le Pido, Juanes, Gustavo Garzon